# Andrea Beaumont
El Fantasma es la villana principal de la película Batman: la máscara del fantasma, basada en el personaje de DC Comics, Batman. Su verdadero nombre es Andrea Beaumont. Ella fue una de la ex-amantes de Bruce Wayne y la cual su ausencia terminó convirtiendo en Batman a Wayne (en el DC Animated Universe). 
Su aparición se volvió muy popular, haciendo que aparezca en los cómics de DC Comics.

## Historia

### Historia en elDC Animated Universe
Andrea "Andi" Beaumont nació en el seno de una familia adinerada. Cuando estaba en la universidad, su madre Victoria murió, por lo cual su padre Carl empezó a hacer tratos con la Mafia Valestra. Durante su estadía en la Universidad de Ciudad Gótica, se enamoró secretamente de Bruce Wayne. Una tarde, mientras visitaba la tumba de su madre, Wayne la conoció y se volvieron novios.
En una cita, la pareja fue al Mundo del Futuro, un parque de diversiones futurista, donde Bruce se inspiró para crear el Batimóvil. Tras esa cita, ella lo invitó a conocer a su padre Carl, quien pudo recibir a Bruce durante muy poco tiempo por la llegada de Salvatore Valestra. Unas citas después, Bruce le propuso matrimonio a Andrea, y ella aceptó, pero en ese momento, justo encontraron una cueva que más tarde se convertiría en la Baticueva. Sin embargo, esa noche, al regresar a casa, Andrea encontró a su padre discutiendo con la Mafia Valestra por una deuda. Carl le pidió a Valestra un tiempo más para pagarle, Valestra aceptó, pero al retirarse, él y Andrea huyeron a Europa, haciendo que Andrea le devolviera el anillo de compromiso a Bruce, quien, sintiéndose dolido, se convierte en Batman.
Durante su estadía en Europa, Andrea y Carl reunieron dinero suficiente y le pagaron a Valestra la deuda. Pero Valestra, quería su pago con sangre. Tras hacer tratos con Arthur Reeves, un antiguo compañero de Carl, Valestra localizó a Carl y envió a Jack Napier a acabar con él, haciendo que Andrea llore al descubrir el cuerpo sin vida de su padre.
Años después, se convirtió en el Fantasma, una vigilante justiciera y decidió acabar con la Mafia Valestra. Primero, fue por Charles "Chuckie" Sol, a quien mató en el estacionamiento de un casino, pero Batman fue inculpado de la muerte del mafioso. Tras regresar a Ciudad Gótica, empezó a salir con Arthur Reeves, sin saber que él fue medio culpable de la muerte de su padre.
Unas noches después, mientras que le mafioso Buzz Bronski visitaba la tumba de Sol, el Fantasma llegó a matarlo. Este trato de matarla con un pico, pero no lo logró. Llamó a sus secuaces, Jake y Doughan, pero llegaron tarde. Para cuando llegaron, Bronski había sido aplastado en una tumba por una estatua de ángel, la cual el Fantasma empujó. Doughan y Jake vieron al Fantasma, pero no lo lograron asesinar, pero culparon a Batman de lo ocurrido de nuevo. 
Tras escuchar la noticia de la muerte de Bronski, Salvatore Valestra buscó la ayuda de Arthur Reeves, quien se la negó. Debido a ello, Valestra fue a donde Napier, quien se había convertido en el Guasón. Tras una conversación, el Guasón accedió sarcásticamente a ayudar a Valestra, pero realidad lo mató y lo dejó en su penthouse con una bomba para matar al Fantasma. Al llegar el Fantasma ahí, encontró el cadáver de Valestra, una bomba, y una cámara que filmó su rostro; haciendo que el Guasón descubriera que no era Batman el culpable. El penthouse explotó, pero el Fantasma escapó. Tras una pelea con Batman, el Fantasma volvió a huir, pero luego, sin su disfraz, ayudó a Bruce Wayne a escapar sin que la policía ni Harvey Bullock pudieran ver su rostro. Una vez en la Mansión Wayne, Andrea le contó a Bruce la verdad de por qué le devolvió el anillo, pero le dice que Carl es el Fantasma. Mientras tan, el Guasón droga a Reeves y lo manda al hospital, y al ser interrogado por Batman, Batman descubre que Andrea es el Fantasma.
Una noche después, el Fantasma se presenta en la Casa del Futuro del Mundo del Futuro (parque a donde fue con Bruce Wayne una vez, ahora abandonado y siendo la guarida del Guasón). Viendo que el Guasón sabía quien era, Andrea se quitó la máscara y se ensartó en lucha contra Guasón y su robota Hazel. El Guasón escapó de la Casa del Futuro y trató de asesinar a Beaumont con una turbina de avión, pero Batman se presentó y salvó a Beaumont. Tras una discusión, Andrea desaparece, pero tras al derrota de Guasón, ella regresa para llevárselo al Infierno, pero en eso, el Mundo del Futuro explota y ella desaparece con el Guasón. Al desaparecer, Beaumont y Guasón siguieron peleando en la alcantarilla, donde tras una larga lucha, el Guasón cayó al agua, salvándose por completo de Beaumont, y Beaumont se fue a crucero trasatlántico.
Tras que Arthur Reeves tomará la identidad del Fantasma para acabar con Batman, Andrea regresó a Ciudad Gótica para acabar con Reeves, quien al descubrirla, trató de matarla, pero ella terminó manipulándolo para que saltara desde el balcón de un rascacielos, matándose en el acto, pero Andrea escapó de escena, llorando por haber perdido a Bruce por tercera vez. Tras eso, se infiltró en la Sociedad de la Cara Falsa, dirigida por Máscara Negra, y durante un enfrentamiento con Batman y Batichica en la Mansión Wayne, logra escapar y trata de matar a Máscara Negra.
Años después, ella se convirtió en una mercenaria, y para cooperar con el Proyecto Batman del Futuro, Amanda Waller, la líder del Proyecto Cadmus, le ordenó matar a Warren y a Mary McGinnis, para que así traumatizara a Terry McGinnis y hacer que se convierta en Batman. Cuando Terry y sus padres terminaron de ver The Gray Ghost Strikes Back!, de camino en el estacionamiento, el Fantasma fue a tratar de matar a los padres de McGinnis, pero al final, se rehusó y se retiró del proyecto, porque le dijo a Waller que Batman no cometería asesinato de ningún modo, haciendo que los McGinnis tuvieran un segundo hijo, llamado Matthew. Sin embargo, al final, Warren fue asesinado años después por el Sr. Fixx, la mano derecha de Derek Powers, haciendo que Terry se convirtiera en Batman.
Tras eso, unos años después, ella empezó a investigar sobre Jake Chill, el nieto de Joe Chill (el asesino de los padres de Batman), quien al parecer, se vio involucrado en el asesinato de Warren McGinnis.

## En otros medios

### Series de televisión
- El Fantasma aparece en Liga de la Justicia Ilimitada en el episodio "Epílogo", donde se revela que ella iba a asesinar a los padres de Terry McGinnis, pero ella se rehusó al final. Pese a que Dana Delany no le dio la voz, se puede sobreentender de que el Fantasma es la envejecida Beaumont. Es presentada con una apariencia distinta, teniendo el pelo gris y siendo una mujer mayor, en algún punto ella se unió o trabajó para Amanda Waller ya que fue esta quien le pidió asesinar a los padres de Terry como parte de su proyecto Batman del Futuro. Estos acontecimientos suceden 65 años después de la Liga de la Justicia y 15 años después de Batman del Futuro

### Películas
- El Fantasma apareció en Batman: la máscara del fantasma, como la antagonista principal, con la voz de Dana Delany y Stacy Keach. En la película, ella asesina a los asesinos de su padre.

### Videojuegos
- El Fantasma es mencionada por su nombre de pila en el videojuego Batman: Arkham Origins, donde se ve que escribió a Bruce Wayne desde Roma e Italia.

- Datos: Q3547709